# セレブリティ

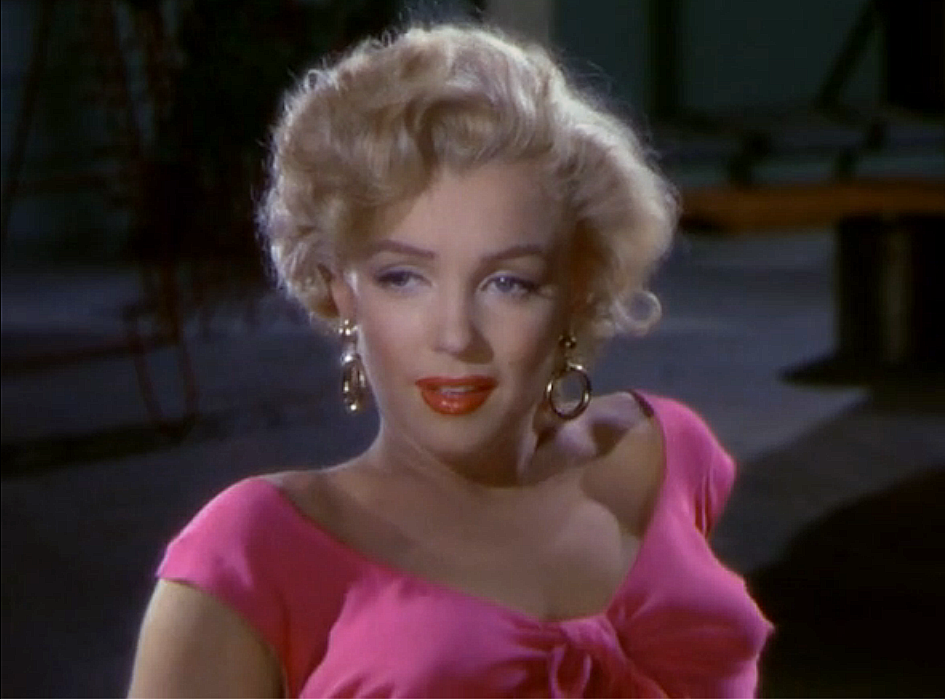
セレブの著名なアイコン:女優 マリリン・モンロー

セレブリティ（celebrity）、ないし、セレブ（celeb）とは、世界的にマス・メディアや大衆に広く認知されていること。名士、著名人、有名人。ただし日本国内では、本来の英語とは若干異なる意味で用いられることが多い。

## 概説
Celebrityは、ラテン語: celebritas が古フランス語を介して、中世英語に取り込まれた語である。ラテン語の celebritas は「繁華」「祝祭」「群衆」「名声」などの日本語に相当する。ラテン語celeberはラテン語: celebritas の元となる形容詞で「評判の」「著名な」と言った意味となる。
古英語ではhlísbǽre（～で名高い）、gebréman（名声を得る）などと表現した。英仏・ラテン圏では、古くから一般語として定着しているが、ドイツ語圏では外来語のニュアンスがあり「プロミネンス prominenz（外に突き出た、転じて特別な人）」と表現する。なおプロミネンスもラテン語源である。英語でも prominence で通じるが、太陽の紅炎を思わせるため、文脈に依存しがちになる。

### 英語のCelebrity
英語における「celebrity」という単語の使用が確認できる最古の文献は、14世紀のものである。基本的には、有名・著名である（名声がある）状態および、そういう人を意味する。一般的に、エンタテインメント界やスポーツ界の有名人を指すが、修飾語的に他の職業の有名・著名人（a celebrity chef など）を指すこともある。しかし、大衆向け雑誌や大衆向けテレビ番組では、有名人でかつ金持ちのことを指す傾向がある。このような雑誌や番組では、大富豪、俳優、スポーツ選手（プロフェッショナルやエリートアマチュアの）、スーパーモデル、作家などがセレブリティとしてよく取り上げられている。裕福だが有名ではない者は、セレブリティとは呼ばれない。また貧乏でも有名ならセレブリティと呼ばれる。例えば、インターネットセレブリティやYouTubeセレブリティと呼ばれる者たちは必ずしも裕福でない。また、有名な犯罪者の形容にも、この語が使われているのを見ることができる。古くはジェット旅客機で世界中を旅して回れる裕福な若者たちをen:Jet set、最近では一機数十億以上する自家用ジェット機で世界を飛び回る者は｢ジェット族（Jet Setter）｣と呼ぶ。映画などでは古く主演を張ることを Starring、主演者のことを Star と表現した。
欧米のマスメディアでは、年末年始に celebrity of the year という特集が組まれることがあるが、この場合は「（その年の）話題の人」といった意味合いのことが多い。ファッション・モデルのセレブの場合、アメリカのモデルと誤解されがちだが、ナオミ・キャンベル、ケイト・モスらはイギリス出身である。セレブの顔ぶれは、時代によって入れ替わり、2010年代にはカイリー・ジェンナー、レディ・ガガらもセレブとして報道されている。
リアリティ番組の「celebrity edition」（有名人編）などには、それほど有名ではない、いわゆるB級スターが出演するケースが多い。celebrity の中でも特に有名、あるいは人気が高い者を A-list celebrity または A-lister と呼び、そうでない者を B-list celebrity や B-lister と呼んで区別することがある。A-lister や B-lister という呼称そのものは業界を問わないが、特にエンタテインメント業界の者を指す傾向がある。なお、こういうリストが実在している必要はない。特定の地域のみで有名・著名な者は local celebrity と呼ばれる。また、昨日まで無名だった者がリアリティ番組などで急に有名になり、すぐにまた忘れ去られてしまうという現象を指して、15 minutes of fame と言う。
自分自身がエンタテインメント界、スポーツ界などで成功したというわけではなく、単に有名人の家族・友人であることで「別枠の人」扱いとしてセレブとされることがある。「あの有名人○○の家族・友人・代理人ect.として有名」の用法である。大統領や州知事、上下院議員の家族などはこの典型であり、この場合、実質的にはVIPとの区別は消滅してしまう。あるいはスキャンダルを起こすなどした者がcelebrity扱いされ、その結果として映画やモデルなどの仕事を得る場合がある（パリス・ヒルトンなど）。

### 日本語のセレブ
日本のテレビや雑誌メディアはセレブと略し、金持ち、優雅な、高級な、富裕層などの意味合いで使用している。
日本語での「有名人」や「著名人」という語は英語：celebrityと同じ使われ方がされているが、日本語として導入された「セレブ」は、英語の用法から遊離し“セレブっぽい”などと形容詞として使われだしたため、実際に「有名」かどうかよりも「有名人の様な」「派手やかで金満主義的な」という意味に変化している。21世紀に日本で“セレブ”という言葉とともに広まっていったイメージは、ワイドショーや雑誌等のマスメディアが好んで取り上げる、おしゃれでゴージャスな人の事であり、彼ら彼女らを「セレブっぽい」などと形容し、社会において名声を極めた人物としてではなく、「派手な暮らしをする」（もしくは「裕福そうな生活」）という、日本語独自の用法として定着することとなった。
このような派手な生活をする人間は従来は『成金』と呼んでいたが、成金は俗なイメージがあり、また世襲ではなく初代であるなど、セレブと同一な意味ではない。なお、セレブは誤用であり、成金ときちんと言うべきとの意見もある。
一方、女性誌では魅力的な女性を指したり、優雅さだけをさす場合もあり、意味は拡散し、拡大傾向にある。また「金持ち」と言うと嫌味、生々しさがあるため「セレブ」と言い換えたりする例も多い。さらに、プチセレブ（ちょっと豪華、（同）贅沢、（同）おしゃれ、（同）懐に余裕がある、といったような意味。ここでもセレブリティの元来の意味である「有名」という意味は含まれない）という本来の意味から外れた言葉も生まれ、流行を追うことで悦に浸っている女性像を暗にあらわしている。
商業広告では「極上の○○（商品名）でセレブなひとときを……」なども散見される。またセレブとセレブリティを別に考える傾向も見られる様になった。現在、女性誌などで、自ら「セレブ」と名乗る読者モデル（ブロガー、OL、学生、お水、風俗関係など）がいるが、そう名乗る人々の大部分はセレブに値せず、あくまで「自称」である。最近は、自分から「セレブ」と簡単に名乗ってしまい、実際にはセレブとはまったく異なる、単なる読者モデルたちが「セレブ」を名乗ることに、疑問の声も多い。
英語本来の意味の「セレブリティ」、「著名人」、「有名人」との意味合いならば、かなりの数の芸能人が該当し、大量のセレブがいる事になる。マス・メディア、インターネットなどにおいて芸能人、文化人、スポーツ選手、起業家（経営者）などの評判記事を作成する際に、正しく理解して使用されているとは限らない。「裕福」であるかどうかは「セレブリティ」、「著名人」、「有名人」などの要件ではない。

## 雑誌

### 日本
日本初のセレブ雑誌は、海外セレブ・マガジンの『GOSSIPS』。2007年6月18日にトランスメディア社発行・オウトグラフ社編集で創刊された。同誌は、海外セレブのゴシップ、ファッション、ビューティー、ライフスタイルなどを扱っている。これまでの映画誌とは違い、セレブの表の姿よりもプライベートでのゴシップやファッションなど裏の姿にフォーカスしている。また同誌は、海外セレブマガジンのパイオニアとして、テレビやラジオなど他のメディアに出演協力や情報提供を多数おこなっている。

## テレビ番組

### 諸外国
セレブが出演するテレビ番組は、世間離れしたセレブの言動が受け、高い人気を誇っている。例えば2002年には、オジー・オズボーン一家のビバリーヒルズの豪邸での日常生活を追った、MTVのリアリティ番組「オズボーンズ」が世界的な人気を獲得、家族揃ってお茶の間におなじみの存在へとなった。海外でこの種の番組はリアリティショーとして放映されていることが多い。

### 日本
日本にもセレブ紹介番組は存在している。2003年から2008年に放送されていた『世界バリバリ★バリュー』（毎日放送）が挙げられる。この番組は初期はサーカス、会社などを紹介する番組だったが、中期から「お金持ち（成金）、セレブ紹介番組」に完全にシフトすると低迷していた視聴率が上昇するようになった。だが、プライベートを全国区に晒すことは一歩間違えれば犯罪に巻き込まれる可能性があり、実際に2006年6月に東京都渋谷区で発生した渋谷女子大生誘拐事件では、誘拐された女子大生の実母で美容整形外科医が、頻繁にテレビで家の中や高級車などを映していたことが誘拐の原因とされた。セレブの恋愛や不倫、事件や不幸などを話題とするゴシップには日本にも一定の需要があり、雑誌やテレビでもそのような特集がされることが多い。

## 用例
Hollywood celebrities = ハリウッドスターたち: 語源は「有名な人 (one who is celebrated) 」。

## セレブリティを描いた映画
マルチェロ・マストロヤンニ主演・フェデリコ・フェリーニ監督で世界的大ヒットとなった「甘い生活」（1960年・イタリア）や、ウディ・アレンが監督を務めたハリウッド映画「セレブリティ」（1998年・アメリカ）で、セレブリティとその周辺に群がるパパラッチの生態が描かれている。